# Callosciurus adamsi
Callosciurus adamsi — вид гризунів родини Sciuridae. Вона є ендеміком Борнео (Індонезія та Малайзія), веде денний спосіб життя та активна переважно на невеликих деревах. Зустрічається на висотах до 900 метрів.

## Характеристики
C. adamsi досягає довжини тіла від 15 до 17 сантиметрів, хвіст досягає довжини приблизно від 15 до 16 сантиметрів, а важить вид близько 150 грамів. Хутро на спині тварини коричневе. Нижній бік тьмяно-червонуватий, а хутро на нижньому боці складається з сірих волосків з червоними кінчиками. Нижній бік різко відділений від спинного боку білою лінією та темною лінією над нею. Зовнішній вигляд дуже схожий на трохи більшу Callosciurus notatus, відрізняючись головним чином піщаною плямою за вухом.

## Спосіб життя
Є дуже мало даних та спостережень щодо способу життя C. adamsi. Як і всі інші види роду, цей вид переважно веде деревний спосіб життя. Ймовірно, він також харчується переважно рослинами, а рідше комахами.